# 山の神まんじゅう
山の神まんじゅう（やまのかみまんじゅう）は、中に粒餡が詰まった、白い薄皮が特徴の蒸し饅頭である。

## 概要
別名、小牛田まんじゅう（こごたまんじゅう）とも呼ばれ、宮城県遠田郡小牛田町（現在の美里町）で製造される。過去には小牛田駅で販売された事から、小牛田名物として知られるようになった。かつては複数の業者が山の神まんじゅうを製造していたが、現在は美里町の村上屋だけが製造を続けている。

## 商品名の由来
山の神まんじゅうの名称は、産神を祀る山神社にあやかって付けられたものである。

## 歴史
村上屋は1900年（明治33年）頃から「山の神まんじゅう」と銘打って饅頭を製造していたが、この頃の小牛田にはもう一つ別の銘柄の「子持まんじゅう」という饅頭があった。子持まんじゅうの製造がいつ始まったのかは不明であるが、日清戦争までは遡らないだろうと言われている。子持まんじゅうは南小牛田の鳥羽琢治が造り始めたもので、その名称は小牛田ホテルを経営していた加藤関右衛門が名付けたものである。ただ、鳥羽が子持まんじゅうを製造していた期間は短く、1902年（明治35年）頃に安西想吉が鳥羽から饅頭の製造を継承した。安西は製造した饅頭を小牛田ホテルに納品し、小牛田駅の構内販売の権利を持っていた小牛田ホテルはそれを鉄道旅客に向けて販売した。また安西は同じ饅頭を「子もけまんじゅう」と銘打ち、山神社の参拝客に売り込んだ。子持まんじゅうの中にはササゲが一つ入っていて、稀に二つ、三つササゲが入っている饅頭があり、それを食べた消費者は縁起がいいとして喜んだという。値段は12個入りの1袋で10銭だった。
1906年（明治39年）に加藤関右衛門は子持まんじゅうの商標登録を目指し、大正の初めに加藤関右衛門の長男の加藤豹五郎がその権利を得た。また同じ頃、加藤関右衛門の六男の加藤敏男が安西想吉の元で饅頭製造の修業を積んだ。後に安西の援助の下で加藤敏男は独立して店を構え、小牛田駅構内の販売権も獲得し、兄の豹五郎から子持まんじゅうの商標権を譲り受けた。こうして子持まんじゅうは安西と加藤敏男の2店体制で製造されるようになったが、次第に加藤敏男が子持まんじゅうの製造を占めるようになった。この頃、小牛田駅に発着する列車は多くはなかったが、仙台駅と一ノ関駅の間でプラットホーム上の立ち売りがあるのは小牛田駅だけだったこともあって饅頭は売れ、山神社へ参拝に向かう団体客や、軍事演習に向かう兵士や、その軍人を見に訪れる見物客などがいると、特に売れたという。しかし太平洋戦争が勃発し戦時統制が厳しくなると、1942年（昭和17年）に駅の構内販売が停止され、子持まんじゅうの製造も中断した。
戦後になると小牛田ホテルが子持まんじゅうや小牛田まんじゅうを製造して駅売りを再開し、村上屋も山の神まんじゅうの販売を続け、次第に小牛田名物として復活して行った。
なお、戦前の子持まんじゅうと戦後の山の神まんじゅうは、形としては別物だが、山神社にあやかった饅頭として、また小牛田名物の饅頭としてその命脈を保った。現在では村上屋だけが商標権を保持し、山の神まんじゅうを造り続けている。

## 商標をめぐる動き
1958年（昭和33年）に小牛田ホテルと村上屋がかつての子持まんじゅうの復活を目指して、加藤敏男にその商標権の譲り渡しが出来ないかどうか相談を持ちかけたが、この交渉は実を結ばなかった。そればかりか翌1959年（昭和34年）に山の神まんじゅうの商標権を巡って争いが起こり、この問題は司法の場へ持ち込まれることになった。結局、関係者間で和解が成立し、1963年（昭和38年）から山の神まんじゅうの商標権は、村上屋、小牛田ホテル、三共糧食、菊水軒の4社共同で持つことになり、共通のラベルを使って山の神まんじゅうが販売されることになった。
その後、村上屋のみが製造する様になってから、村上屋は2005年1月5日に「山の神まんじゅう」を商標出願し、2006年1月27日に登録（第4923692号）を受けた。
| 登録項目等 | 内容等                                                 |
| ---------- | ------------------------------------------------------ |
| 商標       | 山の神まんじゅう                                       |
| 称呼       | ヤマノカミマンジュウ，ヤマノカミマンジュー，ヤマノカミ |
| 出願番号   | 商願2005-3630                                          |
| 出願日     | 2005年(平成17年)1月5日                                 |
| 登録番号   | 第4923692号                                            |
| 登録日     | 2006年(平成18年)1月27日                                |
| 権利者     | 株式会社村上屋                                         |
| 役務等区分 | 30類（まんじゅう）                                     |

## 宮脇俊三との関わり
紀行作家の宮脇俊三 は、1982年（昭和57年）4月1日に角館町（現・仙北市）に宿泊し、翌日の4月2日に移動し小牛田駅まで来て、乗り換えのための待ち時間に同駅の売店で子持まんじゅうを買い求め、女川行きの列車に乗車した。同行していた編集者・カメラマンと列車の中で子持まんじゅうを分け合って食べた時の感想などを、著書『終着駅へ行ってきます』中の「東北・関東 女川 ：石巻線」に於いて描写している。